# 李雅萍
李雅萍，中華民國外交官。畢業於國立清華大學外國語文學系，曾任行政院新聞局長辦公室二等秘書、駐紐約臺北經濟文化辦事處新聞組副組長、外交部亞西及非洲司／部長辦公室專門委員、外交部亞西及非洲司副司長等職務，現任駐臺拉維夫臺北經濟文化辦事處公使銜代表。

## 職業生涯
2022年5月，駐以色列代表李雅萍與以色列駐臺代表柯思畢（Omer Caspi）以視訊方式異地簽署《臺以社会福利暨社會工作合作共同宣言》。7月，李雅萍與柯思畢共同見證中華民國金融監督管理委員會與以色列證券監理機關異地簽署《臺以金融科技合作備忘錄》。
2024年5月，以色列海法市舉辦大屠殺紀念日（Yom HaShoah）活動，向納粹大屠殺受害者與倖存者致敬，邀請以色列政要與各國駐以色列代表參加，駐以色列代表李雅萍亦受邀並致詞，中華人民共和國代表得知後立即向主辦單位抗議，要求台灣代表離場，主辦單位不願配合，便提前離場以示抗議。
駐以色列代表李雅萍多次以投書當地媒體的形式，對於臺灣參與世界衛生大會（WHA）、中國人民解放軍對臺灣軍事演練等問題發表看法。